# Идентификационный код субъекта самоуправления
Идентификацио́нный код субъе́кта самоуправле́ния (нем. Amtlicher Gemeindeschlüssel) — цифровая последовательность, использующаяся для однозначной идентификации субъекта самоуправления в некоторых странах (Германия, Австрия, Швейцария).
Существуют также и другие системы, использующиеся для идентификации регионов (почтовый индекс, NUTS).

## Германия
В Германии идентификационные коды используются в основном в статистических целях, их выдачей занимаются статистические ведомства земель.

### Структура
Идентификационный код в Германии состоит из 8 цифр. Две первые цифры обозначают землю, третья — административный округ. В тех землях, где административные округа отсутствуют, третьей цифрой является 0 (за исключением земель Рейнланд-Пфальц, Саксония-Анхальт и Нижняя Саксония, которые ликвидировали этот институт лишь недавно). Четвёртая и пятая цифры обозначают район или город земельного подчинения, шестая, седьмая и восьмая — собственно субъект местного самоуправления.

#### Образцы
08 1 11 000 — Штутгарт
- 08 — земля Баден-Вюртемберг
- 1 — административный округ Штутгарт
- 11 — город земельного подчинения Штутгарт
- 000 — (как город земельного подчинения, Штутгарт не имеет дальнейшего деления)

05 1 58 004 — Эркрат
- 05 — земля Северный Рейн — Вестфалия
- 1 — административный округ Дюссельдорф
- 58 — район Меттманн
- 004 — город Эркрат

### Федеральные земли
Федеральные земли пронумерованы с севера на юг (1—9), в хронологическом порядке присоединения к Федеративной республике Германия (10) и в алфавитном порядке (11—16).
- 01: Шлезвиг-Гольштейн
- 02: Гамбург
- 03: Нижняя Саксония
- 04: Бремен
- 05: Северный Рейн — Вестфалия
- 06: Гессен
- 07: Рейнланд-Пфальц
- 08: Баден-Вюртемберг
- 09: Бавария
- 10: Саар
- 11: Берлин
- 12: Бранденбург
- 13: Мекленбург — Передняя Померания
- 14: Саксония
- 15: Саксония-Анхальт
- 16: Тюрингия

## Австрия

### Структура
Идентификационный код в Австрии состоит из 5 цифр. Первая цифра обозначает федеральную землю (в алфавитном порядке), вторая и третья — округ, четвёртая и пятая — собственно субъект местного самоуправления.

#### Образцы
3 25 21 — Раппоттенштайн
- 3 — Нижняя Австрия
- 25 — округ Цветль
- 21 — община Раппоттенштайн

9 07 01 — Вена, 7. Нойбау
- 9 — Вена
- 07 — Нойбау (7-й район Вены)
- 01 —

### Федеральные земли
- 1: Бургенланд
- 2: Каринтия
- 3: Нижняя Австрия
- 4: Верхняя Австрия
- 5: Зальцбург
- 6: Штирия
- 7: Тироль
- 8: Форарльберг
- 9: Вена

## Швейцария

### Структура
Выдаваемые швейцарским ведомством статистики, идентификационные коды в Швейцарии длиной от одной до четырёх цифр назначаются последовательно согласно официальному порядку кантонов, округов и муниципалитетов.